# Eurynotoides
Eurynotoides è un genere estinto di pesci ossei d'acqua dolce appartenente alla classe degli Actinopterygii (pesci con le pinne raggiate), alla famiglia Eurynotoididae e all'ordine Eurynotoidiformes. È noto dai depositi del Permiano medio-Permiano superiore della Russia centro-meridionale.

## Descrizione
I rappresentanti del genere Eurynotoides erano di piccole dimensioni, e generalmente non superavano i 10 centimetri di lunghezza. Eurynotoides era caratterizzato da un corpo fusiforme, con scaglie quadrangolari più alte che larghe nella zona dei fianchi ma sempre più ampie man mano che ci si avvicina alla zona ventrale. Era caratterizzato inoltre da una zona di piccole scaglie irregolari al di sotto della pinna dorsale. L'opercolo era più grande del subopercolo, ed era presente un osso anteopercolare. Era presente inoltre un grande scudo ornamentato prima della pinna anale. Le ossa delle guance, e più in generale le ossa della testa, erano dotate di corte creste longitudinali di ganoina. Era presente una cresta verticale sull'opercolo e il subopercolo.

## Classificazione
Eurynotoides è considerato il genere tipo della famiglia Eurynotoididae e dell'ordine Eurynotoidiformes, un gruppo di pesci attinotterigi arcaici ma dalla dentatura specializzata. 
Il genere Eurynotoides fu istituito da Berg nel 1940 per descrivere la specie Eurynotoides cyprinion, sulla base di resti fossili trovati a Kargala, nei pressi di Orenburg, risalenti al Permiano superiore. 
La specie, tuttavia, si rivelò identica a un'altra specie descritta in precedenza da Eichwald nel 1860 come Palaeoniscus nanus; la specie è quindi nota attualmente con il nome di Eurynotoides nanus. Lo stesso Berg, nella pubblicazione del 1940, aveva attribuito un'ulteriore specie descritta da Eichwald come Palaeoniscus costatus al genere Amblypterina. Anche questa specie è considerata attualmente ascrivibile a Eurynotoides (E. costatus).
Nel 1974 Sergienko descrisse un nuovo genere e specie, Heterolepis multa, proveniente dal Permiano medio (in particolare dal Roadiano al Wordiano) della regione di Kemerovo, e lo attribuì alla famiglia Palaeoniscidae. Tuttavia, il nome Heterolepis era già stato assegnato nel 1847 al serpente vivente Heterolepis capensis (Smith), rendendo la denominazione di Sergienko un omonimo non valido secondo il Codice Internazionale di Nomenclatura Zoologica.
Nel 2023, A. S. Bakaev ha riclassificato "Heterolepis" multa nel genere Eurynotoides, rinominando la specie Eurynotoides multa. Questa specie si distingue da E. nanus ed E. costatus per la presenza di strutture simili a penisole di ganoina sul margine anteriore delle scaglie, oltre che per la presenza di denticoli sia sul margine posteriore che su quello inferiore delle scaglie.